# Efua Theodora Sutherland
Efua Theodora Sutherland (ur. 1924, zm. 2 stycznia 1996) – pochodząca z Ghany pisarka, tworząca w języku angielskim.
Studiowała w Mapongo, następnie w Cambridge, a wreszcie w Londyńskim Instytucie Studiów Orientalnych i Afrykańskich. Po powrocie do Ghany założyła Ghańskie Studio Dramatyczne, później utworzyła także teatr eksperymentalny. 
Należy do najwybitniejszych ghańskich pisarzy dramatycznych. Jest autorką kilku dramatów poświęconych głównie współczesnej sytuacji kraju, choć pisze także dzieła, wykorzystujące ludową mitologię (m.in. z pająkiem Ananse, tradycyjnym bohaterem bajek).